# Aerolindigia
Aerolindigia, rod mahovnjača iz porodice Brachytheciaceae, dio reda Hypnales. Jedina je vrsta A. capillacea raširena po Meksiku, Južnoj Americi, Haitima, Dominikanskoj Republici i Madagaskaru .
Raste na visinama od 1200 do 2100 metara na granama i deblima drveća, obično po oblačnim šumama.